# Обмеження волі
Обмеження волі — це кримінальне покарання, яке полягає у триманні особи у кримінально-виконавчих установах відкритого типу (виправних центрах) у межах адміністративно-територіальної одиниці відповідно до її постійного місця проживання без ізоляції від суспільства в умовах здійснення над нею нагляду з обов'язковим залученням засудженого до праці. Як вид покарання обмеження волі чинить подвійний вплив на засудженого: він обмежується у праві на вільне пересування та обрання місця проживання та обов'язково залучається до праці. 
Станом на 1 січня 2023 в Україні кримінальне покарання у виді обмеження волі відбуває 1025 осіб.

## Умови застосування
Обмеження волі встановлюється на строк від одного до п'яти років.
Обмеження волі може бути застосоване в порядку заміни невідбутої частини покарання більш м'яким (на підставі статті 82 КК України).
Обмеження волі не застосовується до неповнолітніх, вагітних жінок, жінок, що мають дітей віком до чотирнадцяти років, до пенсіонерів, військовослужбовців строкової служби, до людей з інвалідністю I та II груп.

## Місця відбування цього покарання та направлення до них
Особи відбувають покарання у виправних центрах, як правило, у межах адміністративно-територіальної одиниці їх проживання. Якщо виправний центр у певній адміністративно-територіальній одиниці відсутній, можливе направлення засудженого у виправний центр іншої одиниці. Межі виправних центрів визначаються Управлінням (відділами) Державної кримінально-виконавчої служби України в АР Крим, областях, місті Києві та області за погодженням з органами місцевого самоврядування.
Особи, засуджені до обмеження волі, прямують у виправні центри за рахунок держави самостійно. Уповноважений орган з питань пробації надсилає засудженому виклик, за яким він зобов'язаний з'явитися; ознайомлює його з порядком і умовами відбування покарання і вручає засудженому припис про виїзд до місця відбування покарання. Засуджений має не пізніше трьох діб вирушити і прибути до виправного центру до зазначеного в приписі терміну. З урахуванням особи та інших обставин справи суд може направити засудженого до виправного центру у порядку, встановленому для осіб, засуджених до позбавлення волі (тобто під вартою). У цьому випадку засуджений звільняється з-під варти, прибувши до місця відбування покарання. 

Засуджені, яким обмеження волі було призначено відповідно до статей 82 та 389 Кримінального кодексу, направляються виправною колонією чи кримінально-виконавчою інспекцією під вартою чи самостійно. 

Засуджений, який ухиляється від одержання припису чи виїзду до виправного центру, затримується для з'ясування обставин порушення порядку слідування до місця відбування покарання. Якщо відсутні поважні причини, суд направляє засудженого в порядку, встановленому для засуджених до позбавлення волі. Якщо засуджений не прибув до виправного центру, оголошується його розшук. Після затримання він також направляється до місця відбування покарання під вартою.

## Обчислення строку покарання
Строк покарання обчислюється у роках, починаючи з дня прибуття і постановлення на облік засудженого у виправному центрі. У строк покарання зараховується час перебування під вартою відповідно до статті 72 КК України (тобто один день в слідчому ізоляторі дорівнює двом дням обмеження волі) та час слідування під вартою до виправного центру.

## Порядок та умови відбування покарання
Засуджені до обмеження волі мають право: носити звичайний одяг, мати при собі гроші та цінні речі, портативні персональні комп'ютери, мобільні телефони (а також користуватись мобільним зв'язком) та аксесуари до них, витрачати гроші без обмежень, відправляти листи, отримувати посилки (передачі) і бандеролі та одержувати короткочасні побачення без обмежень, а тривалі побачення — до трьох діб — один раз на місяць.
Засудженим до обмеження волі може бути дозволено короткочасні виїзди за межі виправного центру за наявності таких обставин:
- смерть або тяжка хвороба близького родича, яка загрожує його життю
- стихійне лихо, що спричинило значну матеріальну шкоду засудженому чи його сім'ї
- необхідність одержання медичної допомоги, звернення до медичного закладу
- необхідність скласти іспити в навчальному закладі
- виклик органу розслідування, прокурора або суду (на період кримінального провадження)
- необхідність вирішення питань трудового та побутового влаштування після звільнення (не більше семи діб без урахування дороги)
- необхідність оформлення документів для призначення та виплати пенсії
- інші життєво необхідні обставини, які потребують присутності засудженого.

Засуджені до обмеження волі зобов'язані:
- виконувати законні вимоги адміністрації виправного центру, що стосуються порядку відбування покарання
- сумлінно працювати
- постійно знаходитись у межах виправного центру під наглядом, не покидати його без спеціального дозволу адміністрації, проживати за особистим посвідченням
- проживати у спеціально призначених гуртожитках
- з'являтися за викликом адміністрації
- виконувати в разі залучення роботу із самообслуговування та благоустрою виправного центру.

Засудженим до обмеження волі забороняється:
- придбавати, використовувати та зберігати на території, де вони проживають, предмети, вироби, інші речі, перелік яких визначений нормативно-правовими актами Міністерством юстиції України;
- вживати спиртні напої і пиво, наркотики, психотропні речовини, їх аналоги чи інші одурманюючі засоби.

Засуджені можуть піддаватися обшуку, а їхні речі, посилки, передачі і бандеролі, — огляду. Огляди й обшуки провадяться лише за наявності встановлених законом підстав. Жиле приміщення, де проживає засуджений, може відвідуватися уповноваженими працівниками виправного центру.
Засуджені, які не порушують порядок виконання покарання та мають сім'ї, після відбуття шести місяців строку покарання можуть проживати за межами гуртожитку зі своїми сім'ями, з'являючись від одного до чотирьох разів на тиждень у виправний центр для реєстрації. Вони можуть проживати в орендованих квартирах чи придбати житло в межах території виправного центру.
Стосовно особи, яка після постановлення вироку визнана особою з інвалідністю I чи II групи, досягла пенсійного віку, захворіла на тяжку хворобу, яка перешкоджає відбуванню покарання, а також щодо жінки, яка завагітніла, кримінально-виконавча інспекція або адміністрація виправного центру вносить до суду подання про звільнення її від відбування покарання.
Порядок та умови виконання покарання у виді обмеження волі і нагляду за засудженими визначаються КВК України та відповідними нормативно-правовими актами Міністерства юстиції України.
Адміністрація виправного центру веде облік засуджених, роз'яснює порядок й умови відбування покарання, організовує трудове й побутове влаштування засуджених, забезпечує дотримання умов праці, порядку й умов відбування покарання, здійснює нагляд і заходи попередження порушень порядку відбування покарання, проводить із засудженими соціально-виховну роботу, застосовує встановлені законом заходи заохочення і стягнення, здійснює роботу щодо підготовки засуджених до звільнення.

## Праця засуджених
Засуджені до обмеження волі обов'язково залучаються до суспільно корисної оплачуваної праці на виробництві виправних центрів, а також за договорами на підприємствах, в установах чи організаціях усіх форм власності за умови забезпечення здійснення нагляду за їхньою поведінкою. Праця засуджених регулюється законодавством про працю, за винятком правил прийняття на роботу, звільнення з неї, переведення на іншу роботу. Переведення на іншу роботу можливе лише за погодженням з адміністрацією виправного центру. Засудженим виплачується не менш як сімдесят п'ять відсотків (75 %) загальної суми заробітку (50 % для тих, хто має заборгованість за виконавчими документами).
Власник підприємства, установи, організації повинен забезпечити залучення засуджених до суспільно корисної праці з урахуванням стану здоров'я, спеціальності (за можливістю), організувати первинну професійну підготовку та створити необхідні побутові умови. Про запізнення засудженого на роботу та його відсутність на робочому місці він повинен сповістити адміністрацію виправного центру. Йому забороняється звільняти засуджених з роботи, крім випадків:
- звільнення від відбування покарання
- переведення засудженого на роботу на інше підприємство, в установу чи організацію або до іншого виправного центру
- набрання законної сили вироком суду, за яким особа засуджена до позбавлення волі (при переведенні до місця відбування покарання у виді позбавлення волі)
- неможливість працювати надалі за станом здоров'я.

Без оплати праці засуджені можуть залучатись лише до робіт з благоустрою виправних центрів і прилеглих територій, поліпшення житлово-побутових умов засуджених, до допоміжних робіт із забезпечення виправних центрів продовольством; не більше двох годин на день у неробочий час у порядку черговості.

## Обслуговування засуджених до обмеження волі
Відповідно до законодавства України про охорону здоров'я у виправних центрах організовується та проводиться лікувально-профілактична та протиепідемічна робота закладами охорони здоров'я на загальних підставах. Направлення засуджених до лікувальних закладів визначається згідно з порядком обслуговування населення.
Засуджені, які відбувають покарання у виправних центрах, забезпечуються індивідуальним спальним місцем, інвентарем і постільними речами. Норма жилої площі на одного засудженого має бути не меншою за чотири квадратні метри. Продукти харчування, одяг, взуття, білизну і продукти першої потреби засуджені придбавають за власні кошти. Комунально-побутові та інші послуги оплачуються ними на загальних підставах.
Засудженим, які не працюють у зв'язку із захворюванням чи з інших причин, від них не залежних, і не одержують за цей час зарплати чи інших доходів, харчування й комунально-побутові послуги надаються за встановленими нормами за рахунок виправного центру. Засуджені, направлені на лікування до лікувальних закладів охорони здоров'я, забезпечуються цими лікувальними закладами всіма видами довольства на загальних підставах. У необхідних випадках адміністрація виправного центру або підприємства, установи чи організації, де працює засуджений, може видати йому аванс із наступним відшкодуванням.
Із засуджених, які тримаються в дисциплінарному ізоляторі, стягується повна вартість харчування, наданого їм за встановленими нормами. Із засуджених, які злісно ухиляються від роботи, вартість наданих їм послуг утримується з їх особистих рахунків. У разі відсутності на рахунку засудженого коштів виправний центр може подати проти нього цивільний позов.

## Участь засуджених у соціально-виховній роботі та самодіяльних організаціях
З особами, які відбувають покарання у виді обмеження волі, адміністрація виправного центру, роботодавець засуджених чи громадська організація проводить соціально-виховну роботу. Виховний вплив здійснюється на основі психологічно-педагогічних методів з урахуванням особи засудженого, тяжкості вчиненого кримінального правопорушення тощо. Основною метою такої роботи є формування й розвиток у засуджених якостей та навичок, що формують у них зацікавленість у виправленні, прагнення до заняття суспільно корисною працею, дотримання прийнятих правил поведінки в суспільстві.
Активна участь засуджених у виховних заходах заохочується у встановленому порядку. Також активна участь у виховних заходах розцінюється як свідоме прагнення до виправлення та враховується при визначенні ступеня виправлення засуджених.
Засуджені до обмеження волі можуть створювати власні самодіяльні організації. Вони, як правило, створюються з метою розвитку в засуджених корисної ініціативи, здорових взаємовідносин між собою, участі у вирішенні питань організації праці, навчання, відпочинку, впливу на виправлення засуджених, розвитку корисних соціальних зв'язків. Участь у таких організаціях є добровільною справою, але вона заохочується і враховується при визначенні ступеня виправлення засудженого. Засуджені, які беруть участь у таких організаціях, не користуються жодними пільгами і не звільняються від основної роботи.
Засудженим до обмеження волі дозволяється влаштовувати безкоштовні (благодійні) чи платні (за рахунок коштів засуджених та за їх згодою) виступи професійних творчих колективів при обов'язковому погодженні цих заходів з керівництвом територіальних органів управління Державної кримінально-виконавчої служби України. У виправних центрах забороняється діяльність політичних партій та профспілок (крім профспілок, які утворюються адміністрацією виправного центру).

## Заходизаохоченнята стягнення
До осіб, засуджених до обмеження волі, за порушення трудової дисципліни і встановленого порядку відбування покарання чи за сумлінну поведінку і ставлення до праці можуть застосовуватися певні заходи стягнення та заохочення.

### Заходи заохочення
За сумлінну поведінку та ставлення до праці до засуджених можуть бути застосовані такі заходи заохочення:
- Подяка
- Нагородження похвальною грамотою
- Грошова премія
- Нагородження подарунком
- Дострокове зняття раніше накладеного стягнення
- Дозвіл на виїзд до близьких родичів за межі виправного центру на святкові, неробочі та вихідні дні

Засуджені, які стали на шлях виправлення або сумлінною поведінкою та ставленням до праці довели своє виправлення, можуть бути у встановленому законом порядку представлені до заміни невідбутої частини покарання більш м'яким або до умовно-дострокового звільнення від подальшого відбування покарання (відповідно до статей 81, 82 КК України).

### Заходи стягнення
За порушення трудової дисципліни чи порядку відбування покарання до засуджених можуть застосовуватися такі заходи стягнення:
- Попередження
- Догана або сувора догана
- Заборона проживати поза гуртожитком протягом строку до трьох місяців
- Заборона виходу за межі гуртожитку у вільний від роботи час на строк до трьох місяців
- Поміщення в дисциплінарний ізолятор на строк до десяти діб

Особа, яка самовільно залишила місце обмеження волі, злісно ухиляється від робіт, систематично порушує громадський порядок чи встановлені правила проживання, може бути притягнена до кримінальної відповідальності відповідно до статті 390 Кримінального кодексу України.

### Особи, які застосовують заходи заохочення і стягнення
Застосовувати заходи заохочення та стягнення має право в повному обсязі начальник виправного центру та його прямі начальники. Заступник начальника має право застосовувати заходи заохочення у виді оголошення подяки, дострокового зняття раніше накладеного стягнення і дозволу на виїзд до близьких родичів за межі виправного центру у неробочі дні, а також заходи стягнення у виді попередження, догани і суворої догани. Начальник відділення соціально-психологічної служби виправного центру має право застосовувати в усній формі заходи заохочення у виді оголошення подяки і дострокового зняття раніше накладеного стягнення, а також заходи стягнення у виді попередження, догани і суворої догани.

### Порядок застосування
- Заходи заохочення і стягнення накладаються письмово й усно та відображаються в особовій справі засудженого.
- При заохоченні до засудженого застосовується лише один захід заохочення.
- Дозвіл на виїзд до близьких родичів може бути наданий не більше одного разу на місяць.
- При призначенні заходів стягнення враховуються всі обставини вчинення правопорушення, мотиви, пояснення засудженого по суті проступку. Стягнення мають відповідати тяжкості та характеру проступку.
- Стягнення може бути накладене на особу не пізніше десяти діб з дня виявлення, а якщо проводилася перевірка щодо нього — не пізніше шести місяців. Накладене стягнення виконується, як правило, негайно, але не пізніше одного місяця з дня накладення.
- Якщо протягом шести місяців з дня відбуття стягнення на засудженого не буде накладено нове стягнення, він визнається таким, що не має стягнення. В разі вчинення нового проступку перебіг переривається, і обчислення продовжується знову з дня відбуття останнього стягнення.
- Засудженим, на яких накладено стягнення у виді заборони виходу за межі гуртожитку у вільний від роботи час, протягом строку дії стягнення може бути дозволено вихід у таких випадках: одержання медичної допомоги; придбання продуктів харчування і предметів першої потреби; відвідання лазні, пральні чи перукарні; одержання поштових відправлень; відвідання установ, організацій і навчальних закладів.

## Обмеження волі в інших країнах
В законодавстві інших країн обмеженням волі можуть називатись різні покарання. У Таджикистані воно є аналогічним до українського (тримання у спеціальній установі без ізоляції від суспільства); в Азербайджані, Казахстані, Росії є наближеним до звільнення від покарання з випробуванням: на особу накладається низка обмежень та обов'язків, яких вона повинна дотримуватись (у Казахстані також — із залученням до примусових робіт); у Білорусі особа може як направлятись до виправної установи відкритого типу, так і не направлятись. В Російській Федерації може бути як основним (від 2 місяців до 4 років), так і додатковим (від 0.5 до 2 років) покаранням.